# Crocodilosa
Genre
Crocodilosa est un genre d'araignées aranéomorphes de la famille des Lycosidae.

## Distribution
Les espèces de ce genre se rencontrent dans l'Est de l'Afrique et dans le Sud de l'Asie.

## Liste des espèces
Selon World Spider Catalog (version 17.0, 03/04/2016) :
- Crocodilosa kittenbergeri Caporiacco, 1947
- Crocodilosa leucostigma (Simon, 1885)
- Crocodilosa maindroni (Simon, 1897)
- Crocodilosa ovicula (Thorell, 1895)
- Crocodilosa virulenta (O. Pickard-Cambridge, 1876)

## Publication originale
- Caporiacco, 1947 : Arachnida Africae Orientalis, a dominibus Kittenberger, Kovács et Bornemisza lecta, in Museo Nationali Hungarico servata. Annales historico-naturales musei nationalis hungarici, vol. 40, p. 97-257.